# Vukwi
Vukwi est une ville du Botswana.